# Концерт для скрипки с оркестром № 2 (Хренников)
Концерт для скрипки с оркестром № 2 до мажор, соч. 23 — произведение Тихона Хренникова для солирующей скрипки и симфонического оркестра в трёх частях. Концерт посвящён Леониду Когану. Премьера состоялась 24 декабря 1975 года в Ярославле.

Скрипач Леонид Коган, которому Хренников посвятил свое произведение

## История
Хренников работал над концертом в 1974—1975 годах вместе с его первым исполнителем скрипачом Леонидом Коганом, который редактировал партию скрипки. Партитура была завершена 27 сентября 1975 года. Для первого исполнения своего произведения Хренников выбрал город Ярославль, так как у него сложилась добрая творческая дружба с местным коллективом — Ярославским симфоническим оркестром. Премьера состоялась 24 декабря 1975 года в Ярославской государственной филармонии, солировал Леонид Коган, дирижировал Виктор Барсов. Далее концерт исполнялся в Москве, Киеве, Ленинграде, Берлине, Мюнхене, Токио, Будапеште, Софии, Клагенфурте и других городах.
Среди исполнителей концерта такие скрипачи, как Леонид Коган, Игорь Ойстрах, Григорий Жислин, Виктор Пикайзен, Вадим Репин, Максим Венгеров и др.; такие дирижёры, как Евгений Светланов, Вероника Дударова, Арвид Янсонс, Владимир Федосеев, Юрий Симонов, Неэме Ярви, Валерий Гергиев и др.
Существует переложение этого концерта для скрипки и фортепиано, сделанное учеником Хренникова композитором Александром Чайковским.

## Музыка
Хренников в этом произведении не повторил концепции своего первого скрипичного концерта, написанного 16 годами ранее. Здесь более выпукло и виртуозно написана как партия скрипки, так и оркестра. Предельный лаконизм сочинения ощущается во всех трёх частях и продиктован отсечением всего лишнего. И действительно, благодаря этому, концерт отличается искрометностью, яркостью и концентрированностью.
Первая часть начинается энергичным соло скрипки и отличается четким равновесием между скрипкой и оркестром, несмотря на богатую фактуру партии оркестра. По своему характеру, первая часть более всего напоминает токкату.
Вторая часть заметно отличается от первой своей лиричностью и утончённостью. Партия оркестра имеет большее значение, имея в кульминации главенствующую роль. Зачастую скрипка вступает в дуэты с различными инструментами оркестра, то с кларнетом, то с флейтой, то с гобоем.
Третья часть врывается торжественным жизнерадостным пассажем оркестра и немедленно подхватывается скрипкой, музыка которой изобилует богатой гаммой приемов скрипичной техники, отличающимися виртуозностью. Эта часть одна из самых броских и ярких в концертном творчестве композитора.

## Структура
- 1 часть — Allegro con fuoco

- 2 часть — Moderato

- 3 часть — Allegro moderato con fuoco

## Состав оркестра
Солирующая скрипка, 3 флейты, 2 гобоя, 3 кларнета, 2 фагота, контрафагот, 4 валторны, 3 трубы, 3 тромбона, туба, колокольчики, ксилофон, челеста, арфа, струнные, ударные.

## Известные аудиозаписи
- 1977 — солист Леонид Коган, Государственный академический симфонический оркестр СССР, дирижёр Евгений Светланов[4][5]
- 1982 — солист Игорь Ойстрах, Большой симфонический оркестр Всесоюзного радио и Центрального телевидения, дирижёр Владимир Федосеев[6]
- 1982 — солист Григорий Жислин, Академический симфонический оркестр Московской филармонии, дирижёр Дмитрий Китаенко[7][8]
- 1985 — солист Вадим Репин, Государственный академический симфонический оркестр СССР, дирижёр Евгений Светланов[9][10]
- 1999 — солист Максим Венгеров, Большой симфонический оркестр имени П. И. Чайковского, дирижёр Владимир Федосеев[11]

## Студийные видеозаписи
- 1979 — солист Игорь Ойстрах, Большой симфонический оркестр Всесоюзного радио и Центрального телевидения, дирижёр Владимир Федосеев[12]